# Mostafa Abdulla
Mostafa Mohammed Abdi Abdulla (ur. 2 stycznia 1984 w Doha) – katarski piłkarz występujący na pozycji obrońcy w klubie Al-Rajjan.

## Kariera piłkarska
Mostafa Abdulla jest wychowankiem klubu Al-Ittihad (zwanego obecnie Al-Gharafa). W jego barwach rozegrał w Q-League 60 meczów, w których strzelił 4 bramki. Od 2008 roku gra w drużynie Al-Rajjan.
Zawodnik ten jest także wielokrotnym reprezentantem Kataru. W drużynie narodowej zadebiutował w 2007 roku. Do tej pory nie ma bramek na koncie. Został również powołany na Puchar Azji 2007, gdzie jego drużyna zajęła ostatnie miejsce w grupie. On sam wystąpił we wszystkich meczach tej fazy rozgrywek: z Japonią (1:1), Wietnamem (1:1) i Zjednoczonymi Emiratami Arabskimi (1:2), gdzie dodatkowo został ukarany żółtą kartką.